# SIMV
SIMV (Abkürzung für englisch synchronized intermittent mandatory ventilation) ist eine Beatmungsform, bei welcher eine feste Mindestfrequenz, aber gleichzeitig durch Eigenatmung erweiterbare Beatmungsfrequenz, vorgegeben wird. Dabei werden die maschinellen Beatmungshübe mit der Spontanatmung synchronisiert. Zwischen den maschinellen Beatmungshüben, deren Frequenz frei wählbar ist, kann der Patient selbst atmen. Über die vorgegebene Atemfrequenz und das eingestellte Atemhubvolumen (VT) kann ein bestimmtes Mindest-Atemminutenvolumen sichergestellt werden. Die Spontanatmung des Patienten wird im Unterschied z. B. zu CPPV/IPPV unterstützt, da durch den initialen Druckabfall der Einatmungsbemühung des Patienten die Atmung unterstützt wird (Assistierte Spontanatmung). SIMV-Beatmung wird hauptsächlich eingesetzt, um Patienten von der Beatmungsmaschine zu entwöhnen ("weaning").